# 계명대학교 행소박물관
계명대학교 행소박물관(啓明大學校行素博物館)은 대한민국 대구광역시에 위치한 박물관이다. 계명대학교에서 운영 중인 대학 박물관으로 1978년 5월에 개관하였고, 2004년 5월에 재건축되었다.

## 같이 보기
- 계명대학교